# برايان دونيلي
برايان دونيلي (بالإنجليزية: Brian Donnelly)‏ هو دبلوماسي وسياسي نيوزلندي، ولد في 5 نوفمبر 1949 في أوكلاند في نيوزيلندا، وتوفي بنفس المكان في 25 سبتمبر 2008. حزبياً، نشط في نيوزيلندا أولا (حزب سياسي). وقد انتخب عضو مجلس النواب النيوزيلندي.